# Filakopí
Filakopí (grec: Φυλακωπή) és un jaciment arqueològic de l'illa de Melos, en l'arxipèlag de les Cíclades. És un dels més importants del món egeu per al període del bronze antic.
Habitat ja cap al 3300 ae, Filakopí formava part inicialment de la civilització ciclàdica, però sofrí la influència de la civilització minoica, i després de la civilització micènica. L'assentament fou abandonat al final de l'edat del bronze. Els vestigis més importants en són els murs ciclopis, el mègaron i el santuari. Una de les activitats més destacades del lloc era l'explotació d'obsidiana.

## Fases cronològiques
L'anàlisi estratigràfica del jaciment efectuada pels primers excavadors distingí a Filakopí una primera fase preurbana i quatre fases urbanes posteriors. La primera fase urbana, Filakopí I, sol assignar-se al període comprés entre 2300 i 2000 ae. La constituïen espais habitacionals rectangulars. Entre les tombes, predominaven les cistes, tot i que també s'hi han trobat tombes excavades en roca.
D'altra banda, la historiografia distingeix entre els diversos àmbits de cultura ciclàdica: l'anomenada «cultura Filakopí», que correspon al període ciclàdic antic III i a la fase inicial del ciclàdic mitjà I, si fa no fa entre els anys 2050-2000 i 1900-1850 ae. En aquesta, les figuretes ciclàdiques escassegen progressivament i esdevenen sobretot petites figures esquemàtiques que representen, en forma semblant a una creu, la figura humana sense trets facials ni articulacions. En canvi, la ceràmica progressà notablement i se'n troben formes variades.
En la fase coneguda com a Filakopí II, que correspon al període ciclàdic mitjà (2000-1600 ae), ja era el principal assentament de l'illa de Melos. La ciutat tenia doble muralla: l'exterior, més feble, estava feta de terra reforçada amb pedres, mentre que la interior la formaven terra i pedres petites a la part inferior i blocs ciclopis al damunt. Estaven separades per tres metres i en certs llocs s'unien amb murs transversals. Un sector tenia una porta secreta protegida per un mur.
Després d'una destrucció provocada probablement per l'erupció del volcà de Tera, naix la nova fase de la ciutat: Filakopí III, que inclou si fa no fa el període entre els anys 1600 i 1400 ae. Li segueix una quarta fase, Filakopí IV, que correspon al període micènic i inclou el període comprés entre 1400 i 1100 ae.

## El mègaron
L'anomenat mègaron, que sembla que tenia una funció semblant al dels palaus micènics, es construí sobre una primitiva mansió on aparegué un fragment d'una tauleta en lineal A datada al 1650 ae. Una altra troballa destacada fou un motle de pedra per a una labris que devia estar en ús sobre el 1500 ae.

## Pràctiques religioses
Des de l'edat del bronze antiga, les troballes de figuretes ciclàdiques de braços encreuats mostren que a Filakopí se seguien unes pràctiques religioses semblants a les d'altres assentaments ciclàdics. A partir del 1700 ae s'aprecia una influència procedent de Creta, com mostren les pintures al fresc.
Més tard, cap al 1400 ae, se'n construí el santuari. S'hi trobaren moltes restes de figuretes votives de terracota i altres ofrenes. Una de les estatuetes més destacades és la denominada «dama de Filakopí», que pot datar-se sobre el 1350 ae. Cap al 1120 ae el santuari fou abandonat.

## Història de les excavacions
Excavà Filakopí per primera volta al 1896–1899 l'Escola Britànica d'Atenes, en què es trobava Duncan MacKenzie, i després al 1911, 1963 i 1974–1977, sota la direcció de Colin Renfrew.

## Galeria d'imatges

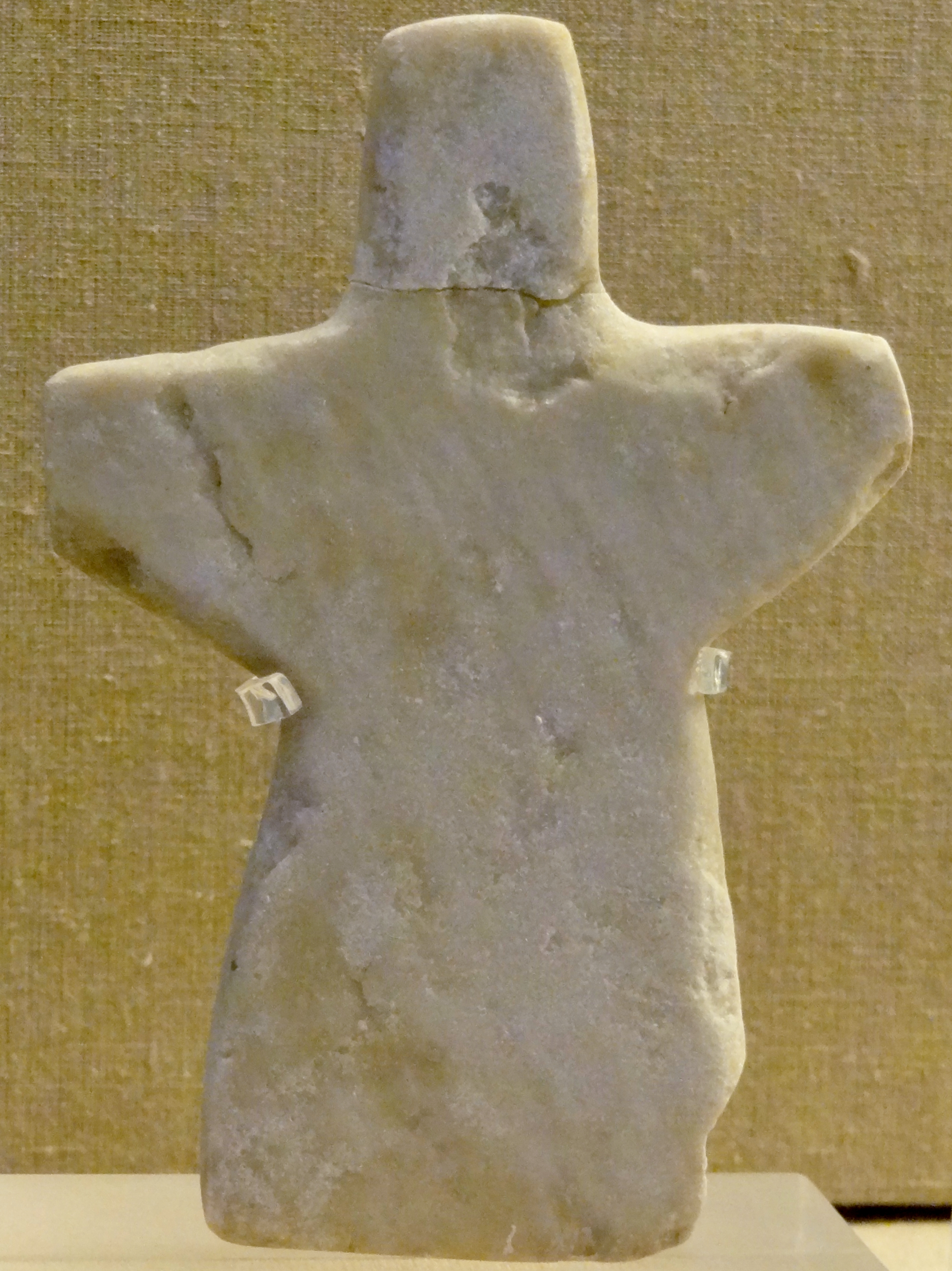
Figureta ciclàdica de la fase Filakopí I, Museu de Prehistòria de Thera
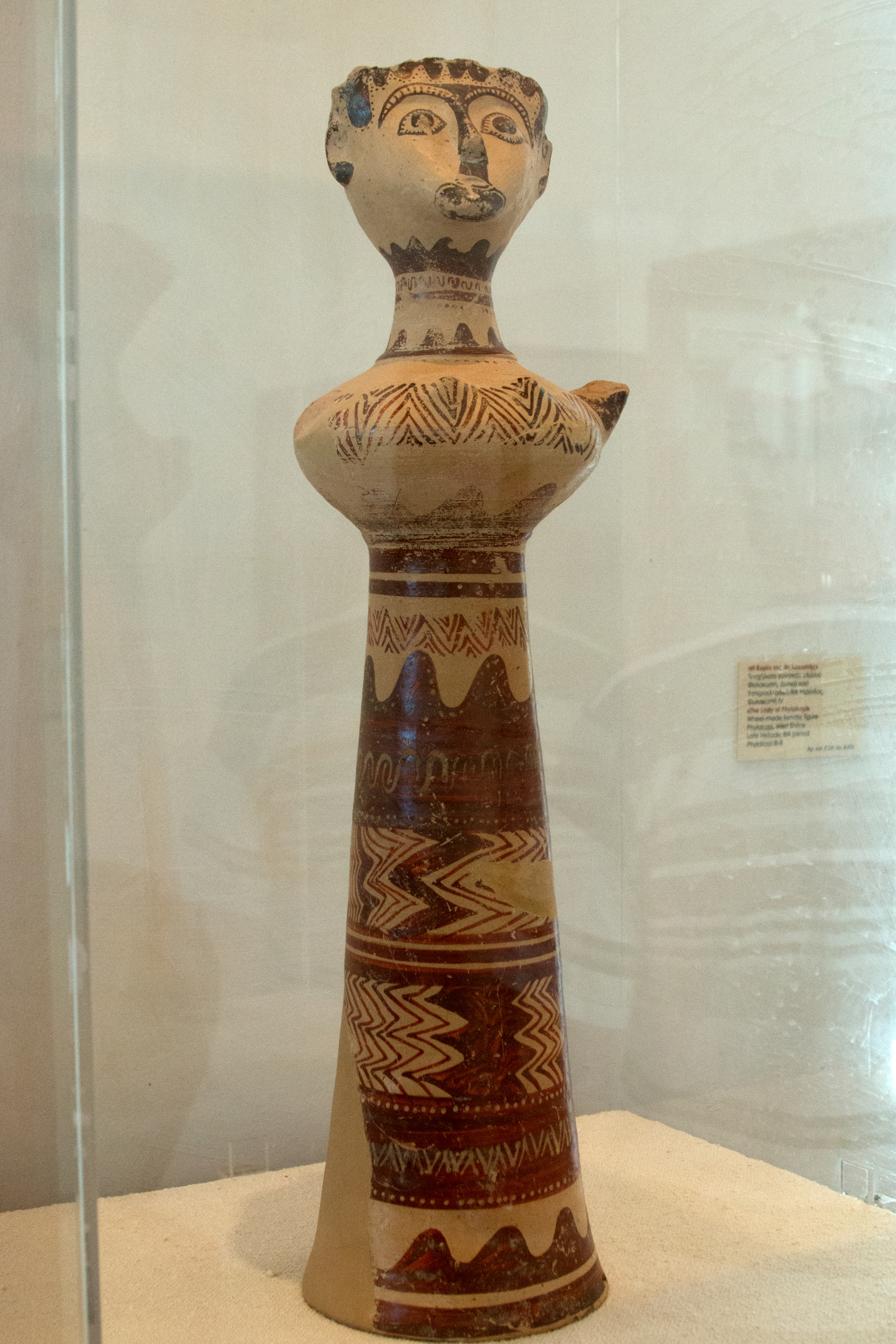
La «dama de Filakopí», pertanyent a la fase micènica de l'assentament. S'exposa al Museu Arqueològic de Melos
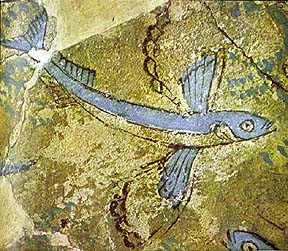
Fresc d'un peix volador trobat a Filakopí, Museu Arqueològic d'Atenes
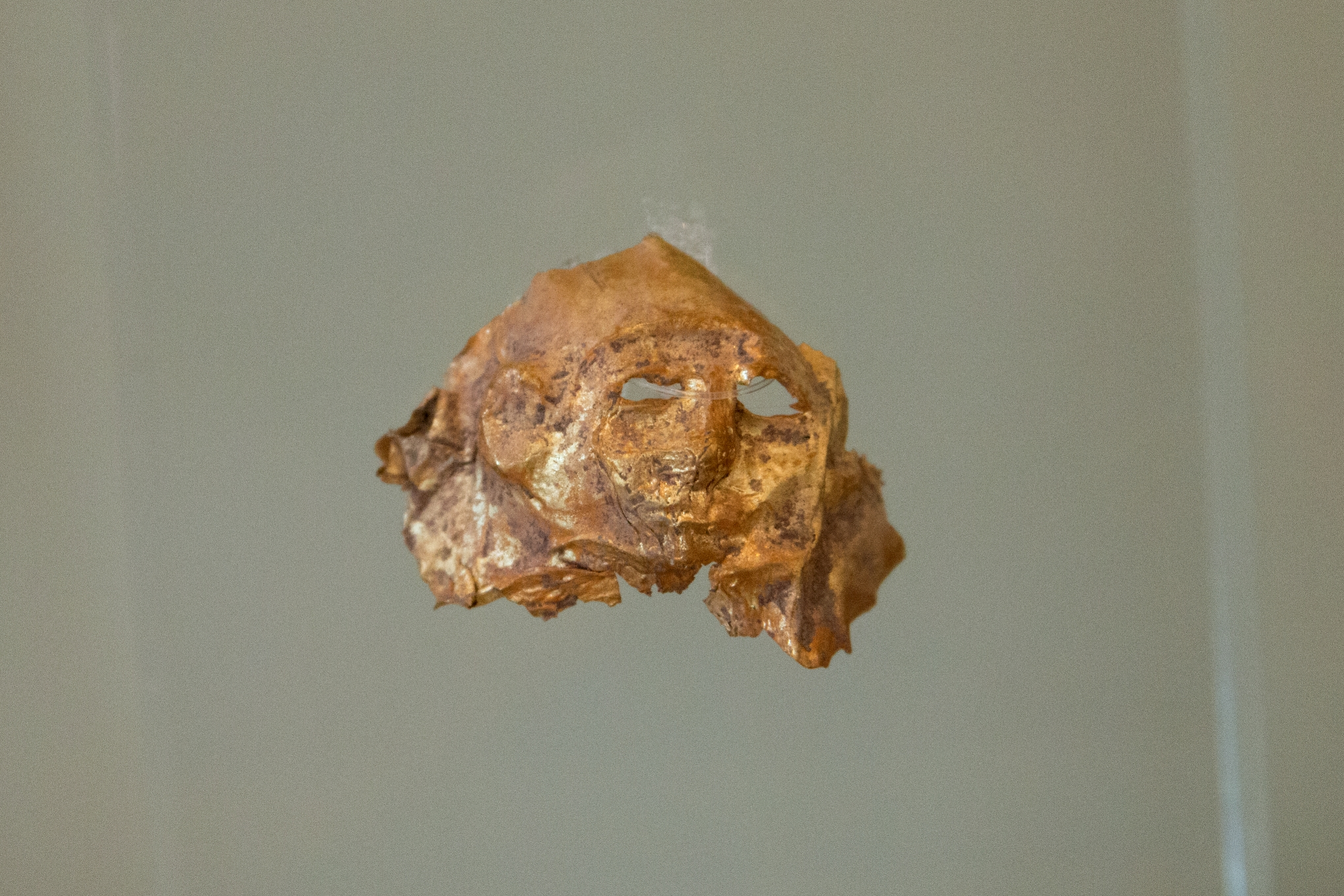
Màscara facial d'or del període micènic de Filakopí, Museu Arqueològic de Melos
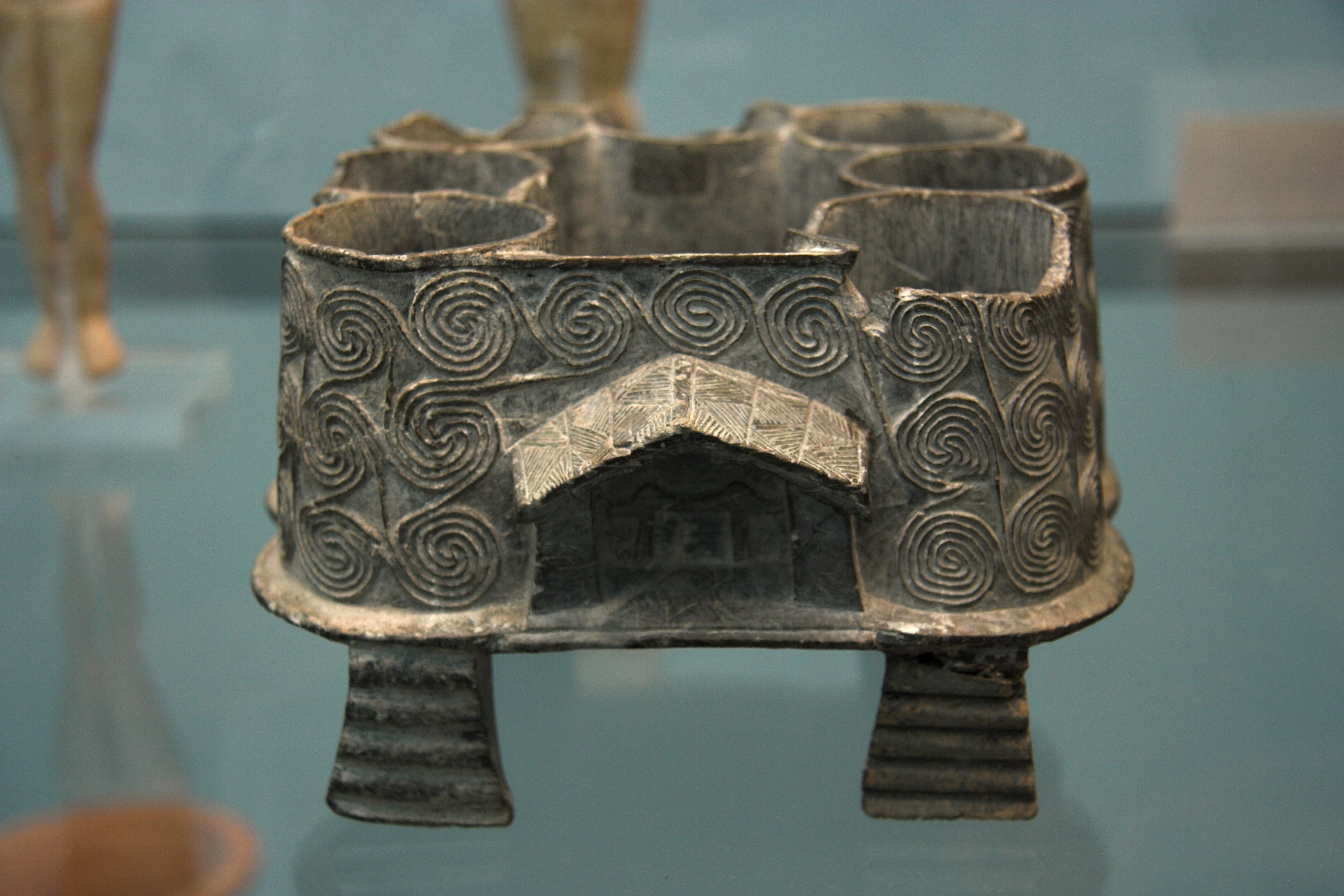
Píxide del 2500 ae, Staatliche Antikensammlungen, Múnic